# Хатхазарі (упазіла)
Хатхаза́рі (бенг. হাটহাজারী, англ. Hathazari) — одна з 20 упазіл зіли Читтагонг регіону Читтагонг Бангладеш, розташована на північному сході зіли.
Населення — 448 382 особи (2008; 321 004 в 1991).

## Адміністративний поділ
До складу упазіли входять 15 вардів:
| Зіла           | Площа, км² | Населення, осіб (2008) |
| -------------- | ---------- | ---------------------- |
| Вард № 1       | -          | 44593                  |
| Бурір-Чар      | -          | 20128                  |
| Гардуара       | -          | 12192                  |
| Гуман-Мардан   | -          | 15872                  |
| Дакшін-Мадраша | -          | 19272                  |
| Дхалаї         | -          | 39366                  |
| Мекхал         | -          | 31036                  |
| Мірзапур       | -          | 36716                  |
| Нангалмора     | -          | 8825                   |
| Уттар-Мадарса  | -          | 24793                  |
| Фатехпур       | -          | 36854                  |
| Форхадабад     | -          | 30431                  |
| Хатхазарі      | -          | 57483                  |
| Чиканданді     | -          | 40970                  |
| Чхібаталі      | -          | 9577                   |
| Шікарпур       | -          | 20274                  |